# Hypoponera sulcatinasis
Hypoponera sulcatinasis är en myrart som först beskrevs av Santschi 1914.  Hypoponera sulcatinasis ingår i släktet Hypoponera och familjen myror.

## Underarter
Arten delas in i följande underarter:
- H. s. durbanensis
- H. s. sulcatinasis